# Liên kết ba

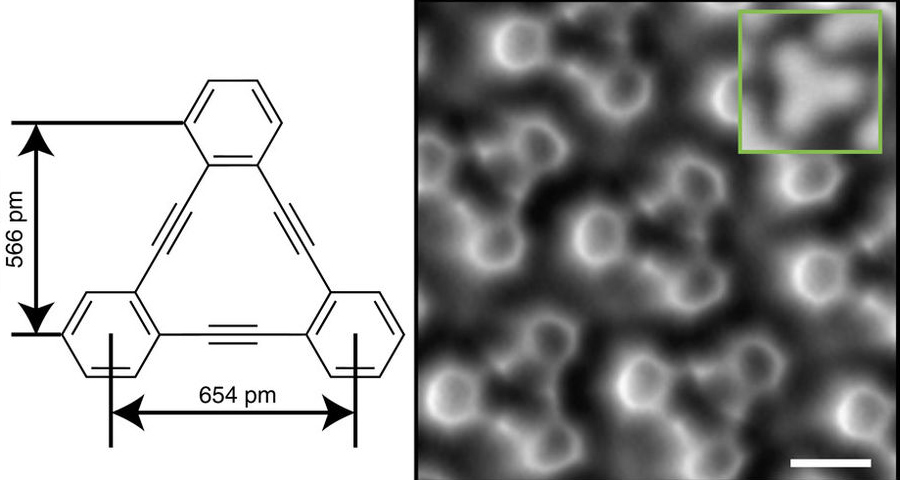
Cấu trúc và hình ảnh [[Kính hiển vi lực nguyên tử
|AFM]] của dehydrobenzo[12]annulene, nơi các vòng benzene được giữ lại với nhau bằng các liên kết ba

Trong hóa học, liên kết ba là một liên kết hóa học giữa hai nguyên tử, bao gồm sáu electron liên kết thay vì hai như trong liên kết cộng hóa trị đơn. Các liên kết ba phổ biến nhất, xuất hiện giữa hai nguyên tử cacbon, có thể tìm thấy ở ankin.
Các nhóm chức khác chứa liên kết ba là xyanua và isoxyanua. Vài phân tử hai nguyên tử, như là dinitrogen và cacbon monoxit, cũng chưa liên kết ba. Trong công thức khung xương, liên kết ba được biểu diễn dưới dạng ba đường thẳng song song (≡) ở giữa hai nguyên tử.
Liên kết ba mạnh hơn và ngắn hơn so với liên kết đơn hay liên kết đôi tương ứng, với bậc liên kết là ba.
|                                      |                 |                     |
| acetylen, H−C≡C−H                    | Xyanua, N≡C−C≡N | cacbon mônôxit, C≡O |
| Các hợp chất hóa học với liên kết ba |                 |                     |

## Liên kết
Các loại liên kết có thể giải thích được bằng thuật ngữ lai hóa quỹ đạo. Trong trường hợp của acetylen mỗi cacbon có hai orbital sp và hai orbital p. Hai orbital sp tuyến tính với góc 180° và chiếm lấy trục x (Hệ tọa độ Descartes). Các orbital p vuông góc với trục y và trục z. Khi các nguyên tử cacbon tiếp cận nhau, các obitan sp chồng lên nhau tạo thành một liên kết sigma sp-sp. Đồng thời các orbital  pz tiếp cận và cùng nhau tạo thành một liên kết pi pz-pz. Tương tự như vậy, cặp obitan py khác tạo thành một liên kết pi py-py. Kết quả là hình thành một liên kết sigma và hai liên kết pi.
Trong mô hình liên kết cong, liên kết ba có thể hình thành từ việc xen phủ ba thủy sp3 mà không làm xuất hiện một liên kết pi.